# الشرائع الرسولية

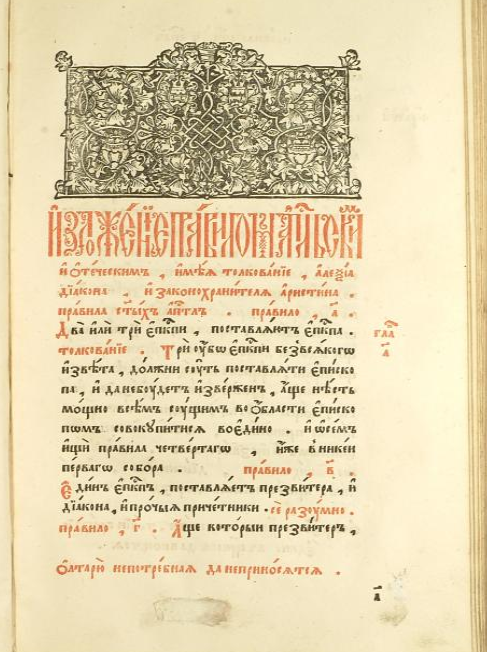

الشرائع الرسولية أو شرائع الرسل الكنسيّة هي عبارة عن مجموعة من المراسيم الكنسية القديمة بشأن الحكومة والانضباط في الكنيسة المسيحية المبكرة، وجدت لأول مرة بوصفها الفصل الثامن من كتاب الدساتير الرسولي. على الرغم من استناد الشرائع إلى إلى الرسل الإثني عشر الا أنه لا توجد أي أساس تاريخي. ترجم الكتاب إلى العديد من اللغات المنتشرة داخل الكنائس المسيحية الشرقية؛ منها اللغة العربية، والسريانية، والأرمنية والقبطية.
تدرج كتاب الشرائع في مجموعات شرائع وكتب فقه الكنيسة الغربية. وحسب القانون الكنسي 85 الكتاب موضوع على قائمة الكتب الكنسية، وبالتالي فإن الكتاب مهم بالنسبة لتاريخ القوانين الكنسية.
الشرائع تتعامل في الغالب في مواضيع مثل واجبات الأسقف المسيحي، ومؤهلات وسلوك رجال الدين، والحياة الدينية للمسيحيين (مثل فترات الامتناع عن ممارسة الجنس، والصوم)، وإدارتها الخارجية (الطرد، والمجامع، والعلاقات مع الوثنيين واليهود)، والأسرار (المعمودية، والقربان المقدس، والزواج).